# Kupferroter Lackporling
Der Kupferrote Lackporling (Ganoderma pfeifferi) ist eine Pilzart aus der Familie der Lackporlingsverwandten (Ganodermataceae).

## Merkmale
Der Kupferrote Lackporling ist ein konsolenförmiger, oft dachziegelig erscheinender Pilz (von Kreisel als plump- und stumpfrandig beschrieben) der 10–50 cm lang, 7–20 breit und 5–10 cm dick werden kann. Die Oberseite ist rot oder purpurbraun gefärbt, der Rand gelbbraun. Der Hut ist von einer hellgelben Harzkruste überzogen, die in der Streichholz- oder Feuerzeugflamme schmilzt. Die Harzkruste wirkt durch Runzeln und Falten manchmal zerknittert. Die Oberseite kann mit der kakaobraunen Sporenmasse bedeckt sein. Die mit engen, runden Poren bedeckte Unterseite des Pilzes ist hellgelb. Die Trama ist kastanienbraun (Unterschied zum Harzigen Lackporling mit hellbrauner Trama) und zäh korkartig. Die Fruchtkörper sind mehrjährig.

## Ökologie

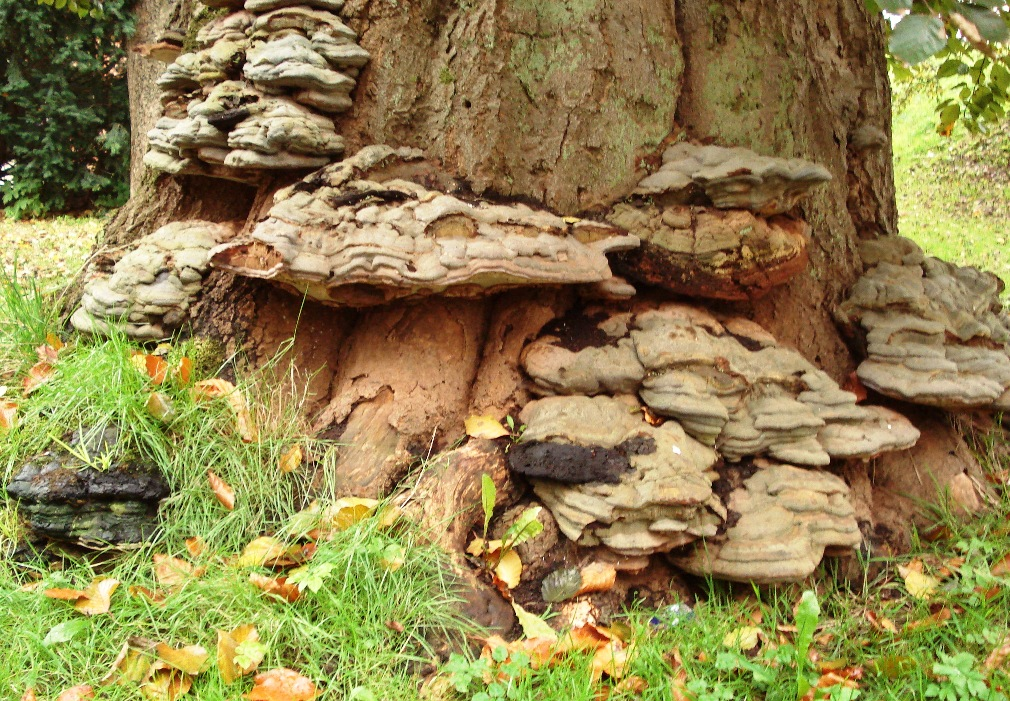
Kupferroter Lackporling (an dem Naturdenkmal #9 in Bad Schwartau)

Der Kupferrote Lackporling ist ein Saprobiont oder Schwächeparasit an alten Laubbäumen oder Stümpfen, in denen er eine Weißfäule erregt. Als Wirte bevorzugt der Kupferrote Lackporling Rotbuche und Eichen, daneben weitere Laubbäume (Kreisel nennt Rosskastanie, Birnbaum und Prunus-Arten). Offenbar bevorzugt der Kupferrote Lackporling grundwassernahe Standorte.

## Verbreitung
Der Kupferrote Lackporling ist nach Kreisel eine subatlantische Art, belegt sind west- und mitteleuropäische, sowie transkaukasische Vorkommen. In Deutschland sehr selten, wurde aber schon in verschiedenen Bundesländern gefunden. Durch das Abholzen alter Park- und Alleebäume ist die Art in Mitteleuropa potentiell gefährdet.

## Bedeutung
Als Speisepilz kommt der Kupferrote Lackporling nicht in Frage, als Holzschädling ist er unbedeutend.